# Säffle stad
Denna artikel handlar om den tidigare kommunen Säffle stad. För orten, se Säffle. För dagens kommun, se Säffle kommun.
Säffle stad var en tidigare kommun i Värmlands län.

## Administrativ historik
Säffle stad tillkom den 1 januari 1951 som en ombildning av Säffle köping och Tveta landskommun. Säffle stad var den sista stad som bildades i Sverige. 1971 gick staden upp i den då nybildade Säffle kommun.
I likhet med andra under 1900-talet inrättade stadskommuner fick staden inte egen jurisdiktion utan låg fortsatt under landsrätt i Södersysslets tingslag.
Staden tillhörde Säffle och Tveta församlingar.

### Sockenkod
För registrerade fornfynd med mera så återfinns staden inom ett område definierat av sockenkod 2188, som dock ersatts av 3055 som motsvarar den omfattning staden hade kring 1950, vilket innebär också By socken omfattas.

## Geografi
Säffle stad omfattade den 1 januari 1952 en areal av 164,24 km², varav 154,46 km² land.

### Tätorter i staden 1960
I Säffle stad fanns tätorten Säffle, som hade 10 074 invånare den 1 november 1960. Tätortsgraden i staden var då 92,8 procent.

## Stadsvapnet
Blasonering: Av guld och blått medelst en vågskura delad sköld, i vars övre fält en uppstigande blå örn med röd näbb och tunga.
Säffle kommunvapen fastställdes av Kungl. Maj:t 1949 för Säffle köping och fördes från 1951 av Säffle stad. Det blå undre fältet syftar på Säffle kanal och örnen är ur Värmlands vapen. Efter kommunbildningen registrades vapnet oförändrat 1974 för Säffle kommun.

## Befolkningsutveckling
| Befolkningsutvecklingen i Säffle stad 1951–1970 | Befolkningsutvecklingen i Säffle stad 1951–1970 | Befolkningsutvecklingen i Säffle stad 1951–1970 | Befolkningsutvecklingen i Säffle stad 1951–1970 | Befolkningsutvecklingen i Säffle stad 1951–1970 |
| --- | ----------------------------------------------- | ----------------------------------------------- | ----------------------------------------------- | ----------------------------------------------- |
| |                                                 |                                                 |                                                 |                                                 |
| År |                                                 |                                                 | Invånare                                        |                                                 |
| 1951 | 1951                                            |                                                 | 9 350                                           | 9 350                                           |
| 1955 | 1955                                            |                                                 | 9 938                                           | 9 938                                           |
| 1960 | 1960                                            |                                                 | 10 684                                          | 10 684                                          |
| 1965 | 1965                                            |                                                 | 11 680                                          | 11 680                                          |
| 1970 | 1970                                            |                                                 | 12 683                                          | 12 683                                          |
| Källa: SCB - Befolkning 1851 - 1910, SCB - Folkmängd inom administrativa områden 1910-1961 och Folkmängd 31 dec 1950-1975 i län, kommuner och församlingar enligt kommunindelningen 1 jan 1976. |                                                 |                                                 |                                                 |                                                 |

## Politik

### Mandatfördelning i valen 1950-1966
| 3 | 19 | 3 | 12 | 3 |

| 37 |

| 2 | 19 | 3 | 11 | 5 |

| 35 |

| 2 | 19 | 3 | 8 | 8 |

| 35 |

|  | 22 | 4 | 8 | 5 |

| 33 | 7 |

| 3 | 16 | 8 | 7 |  | 5 |

| 35 |